# یوگش کومار جوشی
ژنرال یوگش کومار جوشی (متولد ۵ ژانویه ۱۹۶۲) یک افسر ژنرال بازنشسته ارتش هند می باشد. او افسر کل فرماندهی کل فرماندهی شمالی بود که در تاریخ ۱ فوریه ۲۰۲۰ از ژنرال رانبیر سینگ سمت را بر عهده گرفت.   وی آخرین بار به عنوان رئیس ستاد فرماندهی شمال خدمت نمود و این مقام را از ژنرالاس کی شارما به عهده گرفت.  وی قبل از این فرمانده سپاه آتش و خشم مستقر در له (شهر) بود. به عنوان فرمانده ارتش، وی به عنوان رهبر واکنش هند به تلاش پی ال آ برای تغییر وضعیت موجود در خط کنترل واقعی (ال آ سی) با استفاده از زور شناخته می شود. او تنها فرمانده ارتش ممتاز جنگی می باشد که به موفقیت های خود در برابر هر دو دشمن هندی چین و پاکستان افتخار می کند. 

## سنین جوانی و تحصیل
ژنرال جوشی ساکن فریدآباد ، هاریانا می باشد، ولی تحصیلات خود را از جانسی و فریدآباد طی کرد، پس در دوره های کودکی و نوجوانی به او در معرض دید هند قرار می‌دهد و پسر آر پی جوشی است.  او فارغ التحصیل دوره ۶۰ است و در آکادمی دفاع ملی ، خاداکواسلا ، پونه ، ماهاراشترا ، به اسکادران کیلو "کی" اختصاص یافت.  بعدها در آکادمی نظامی هند ، دهرادون شرکت کرد.

## حرفه
ژنرال جوشی مأمور ساخت ۱۳ تفنگ جامو و کشمیر شد .    دوره آموزشی او در مدرسه پیاده نظام مچو بود، مکانی که او مسئول آموزش سیستم های سلاح ضد تانک بود. جوشی که مظهر یک «جنگجوی دانشمند» بود به دانشکده کارکنان خدمات دفاعی در ولینگتون رفت و برای نخستین بار به اداره عملیات نظامی منتخب شد، از آن هنگام تا بحال ۳ بار در مدیریت مانور نظامی در سمت‌های گوناگون خدمت کرده است که صلاحیت‌های حرفه‌ای او را در این بخش غنی نموده است. پارادایم عملیاتی که شامل هر ۲ دشمن احتمالی هند، یعنی چین و پاکستان می شود. او ممتاز فرماندهی بریگاد خود در لاداخ شرقی و همچنین لشکر در همان ناحیه را داشت، پس به او دانش زمینی دست نخست داد که او را در اندازه عملیات پلنگ برفی در جای خوبی نگه داشت. او همچنین به عنوان آ دی جی شاخه عملیات نظامی در ستاد ارتش در دوره حساس جمله های جراحی برضد پاکستان در سال ۲۰۱۶ کار کرده و مسئول برنامه ریزی عملیات در شاخه عملیات نظامی بوده است. پیش از منتخب نمودن او به عنوان جی او سی از سپاه چهاردهم، او دی جی پیاده نظام بود و نیزه با شوق تبلیغی رهبری نوسازی پیاده نظام را عهده دار بود و تعداد بسیاری سیستم و لوازم های تسلیحاتی مثل تفنگ سیگ سور تحت نظارت او تهیه شد. او سرهنگ هنگ تفنگ جامو و کشمیر و پیشاهنگان لاداخ می باشد و عمیقاً درگیر رفاه و توسعه مردم منطقه دورافتاده لاداخ بوده است. او هفدهمین فرمانده سپاه چهاردهم ارتش هند بود و در روز ۳۱ اوت ۲۰۱۸ این پست راعهده دار بود، این چهارمین دوره خدمت ژنرال جوشی بود که با نیروهای چینی سروکار داشت.  جوشی این پست را از ژنرال سانتوش کومار آپادیا به عهده گرفت.  

## تاریخ های رتبه
| نشان | رتبه      | مولفه    | تاریخ رتبه                                        |
| ---- | --------- | -------- | ------------------------------------------------- |
|      | ستوان دوم | ارتش هند | ۱۲ ژوئن ۱۹۸۲                                      |
|      | ستوان     | ارتش هند | ۱۲ ژوئن ۱۹۸۴                                      |
|      | سروان     | ارتش هند | ۱۲ ژوئن ۱۹۸۷                                      |
|      | سرگرد     | ارتش هند | ۱۲ ژوئن ۱۹۹۳                                      |
|      | سرهنگ دوم | ارتش هند | ۲۵ مه ۱۹۹۹                                        |
|      | سرهنگ     | ارتش هند | ۱ مارس ۲۰۰۶                                       |
|      | سرتیپ     | ارتش هند | ۱ فوریه ۲۰۱۰ (ماهوی، با ارشدیت از ۱۷ ژانویه ۲۰۰۹) |
|      | سرلشکر    | ارتش هند | ۱ آوریل ۲۰۱۵ (ماهوی، با ارشدیت از ۸ ژوئن ۲۰۱۲)    |
|      | سپهبد     | ارتش هند | ۲۰مه ۲۰۱۷                                         |

## در فرهنگ عامه
ژنرال جوشی دو بار در فیلم به تصویر کشیده شده است، بار اول توسط بازیگر سانجی دات در تاریخ لوک کارگیل: (۲۰۰۳) و دوم توسط بازیگر شطاف فیگار در شرشاه